# Faludden

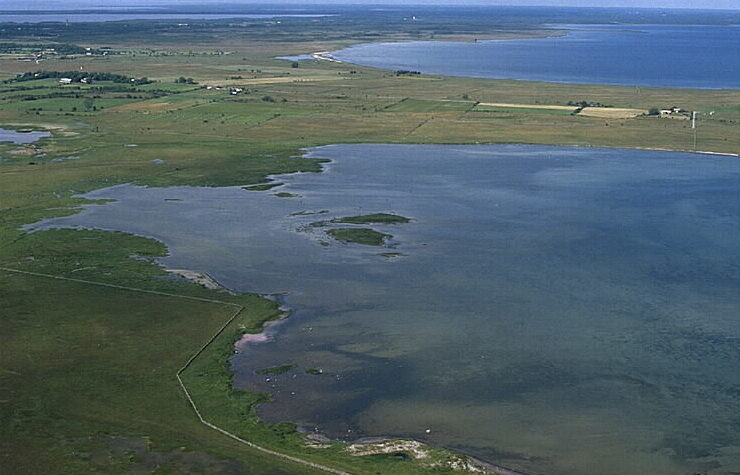
Faludden

Faludden ist eine kleine Halbinsel mit einem Leuchtturm im Südosten der schwedischen Insel Gotland. Faludden erstreckt sich ungefähr fünf Kilometer von Storsudret, der Halbinsel im südlichsten Teil Gotlands, aus nach Osten.

## Lage
Die Halbinsel liegt etwa acht Kilometer östlich von Burgsvik, 26 Kilometer südlich von Hemse und 72 Kilometer südlich von Visby.

## Naturschutzgebiet
Ein Großteil der Halbinsel, 291 Hektar, ist als Vogelschutzgebiet ausgewiesen. Die dort gelegenen Strandwiesen (schwedisch strandängar) bilden relativ große, offene, baum- und strauchlose Flächen und werden von vielen Vögeln frequentiert. Verschiedene Vogelarten brüten auch dort, insbesondere Watvögel wie zum Beispiel die Uferschnepfe, der Austernfischer, der Kampfläufer, Brachvögel, der Rotschenkel, der Säbelschnäbler und der Alpenstrandläufer. Deshalb ist es verboten, das Gelände zwischen Mitte März und Ende Juni zu betreten.

## Faluddens fyr
Der Leuchtturm wurde 1867 als zehneckiger Gusseisenturm gebaut und ist weiß gestrichen.